# 퐁슬레-슈타이너 정리

To draw the parallel (h) to a diameter g through any given point P. Chose auxiliary point C anywhere on the straight line through B and P outside of BP. (Steiner)

퐁슬레-슈타이너 정리(프랑스어: Théorème de Poncelet-Steiner, 독일어: Satz von Poncelet-Steiner, -定理)는 기하학의 작도 문제에 대한 정리이다. 프랑스 수학자 장빅토르 퐁슬레와 독일 수학자 야코프 슈타이너(Jakob Steiner)의 이름이 붙어 있다. 그 내용은 다음과 같다.
- 눈금 없는 자와 컴퍼스만으로 작도 가능한 모든 도형은 임의의 원 하나와 그 중심이 주어지면 눈금 없는 자만으로도 작도할 수 있다.

이 정리의 조건에서 원의 중심이 주어지는 조건은 필수적이다. 이 정리는 1822년 퐁슬레가 추측하였고, 1833년 슈타이너가 증명하였다.
반대로 컴퍼스만으로 작도하는 경우는 모르-마스케로니 정리로 주어지는데, 보다 일찍 발견됐다.
증명을 위해서는 작도 가능점을 먼저 다음 세 경우로 나누어야 한다.
1. 원과 원의 교점
2. 원과 선분의 교점
3. 선분과 선분의 교점

3의 경우는 자명히 가능하다. 그러므로 1과 2의 경우가 주어진 원과 눈금 없는 자만으로 작도할 수 있음을 보이면 된다.

## 같이 보기
- 모르-마스케로니 정리

## 참고 문헌
- Eves, Howard Whitley (1995), 〈3.6 The Poncelet–Steiner Construction Theorem〉, 《College Geometry》, Jones & Bartlett Learning, 180–186쪽, ISBN 9780867204759

- Retz, Merlyn; Keihn, Meta Darlene (1989), 〈Compass and Straightedge Constructions〉, 《Historical Topics for the Mathematics Classroom》, National Council of Teachers of Mathematics (NCTM), 192–196쪽, ISBN 9780873532815